# Rejs 222
Rejs 222 (russisk: Рейс 222) er en sovjetisk spillefilm fra 1985 af Sergej Mikaeljan.

## Medvirkende
- Larisa Poljakova som Irina Panina
- Jurij Sjadrin som Ivan K.
- Vilnis Bekeris som Michael Drake
- Valentin Bukin som Fjodor
- Aivars Siliņš lv som Forrest